# Pacifique de Cerano
Pacifique de Cerano (né en 1424 et mort le 4 juin 1482) - ou Pacificus Ramati - est un prêtre italien membre de l'Ordre des Frères mineurs. Il est vénéré comme bienheureux par l'Église catholique.

## Biographie

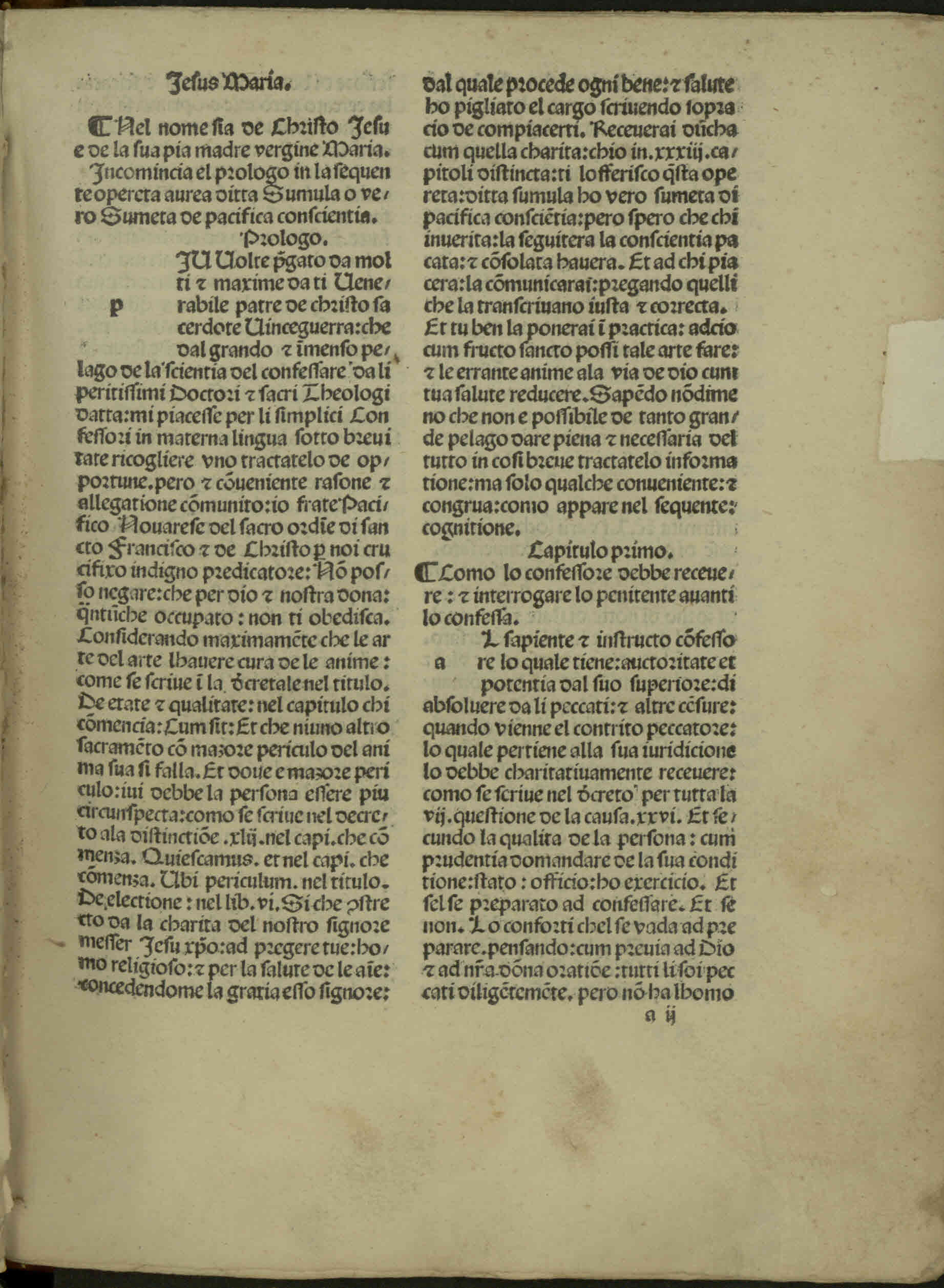
Sommola di pacifica coscienza, 1497

Pacifique Ramati naît à Novare en 1424. Il devient orphelin au cours de son enfance,,,.
Il décide de devenir moine bénédictin dans le couvent de San Lorenzo mais change d'avis et décide de devenir franciscain. Il entre dans l'Ordre des Frères Mineurs - au couvent d'observateurs de San Nazario - à Novara en 1445. Il est ordonné prêtre en 1452 et devient un prédicateur très célèbre, parfois surnommé « le nouveau saint bernardin ». Pacifique prend part à la prédication de la croisade contre les Turcs que son ordre a entreprise. Il reçoit un doctorat de la Sorbonne à Paris dans le Royaume de France,,.
Le Chapitre général de l'ordre tenu à Ferrare le 15 mai 1481 l'envoie comme commissaire en Sardaigne pour administrer et inspecter les monastères franciscains de cette région, où il meura le 4 juin 1482,,. Selon son souhait, ses restes sont apportés à Cerano et enterrés dans l'église attenante au couvent franciscain. Sa tête est donnée comme relique à l'église paroissiale locale.

### Béatification
Le pape Benoît XIV approuve son culte le 7 juillet 1745 et le reconnaît donc comme bienheureux. Sa mémoire est célébrée le 4 juin.

## Œuvres publiées
Il est connu comme l'auteur d'une thèse rédigée en italien et nommée d'après lui Summa Pacifica, qui explique la méthode appropriée pour entendre les confessions,. Il est imprimé pour la première fois à Milan en 1479 sous le titre Somma Pacifica o sia Trattato della Scienza di confessare. L'ouvrage a également été publié en latin à Venise à deux reprises en 1501 puis en 1513 